# Histoire du capital risque
Le capital risque apparaît en Occident au XXe siècle. Il connaît une première période de développement après 1945, avec l'invention de deux techniques financières, l'achat à effet de levier et le capital-investissement. Depuis les années 2000, la croissance des activités liées au capital risque est d'ordre exponentiel et gagne l'ensemble des acteurs du monde financier et industriel.

## Chronologie générale

### Préhistoire du capital risque
Les premières initiatives d'investissements à risque adviennent dans les années 1850-1870, au moment de la Deuxième Révolution industrielle : des sociétés à capitaux privés, non cotées en bourse, et en quête de croissance, cherchent à développer de gros projets à long-terme (chemin de fer, télégraphe, construction navale, etc.). En 1854, le Crédit mobilier fondé à Paris par les Frères Pereire s'associe à Jay Cooke, implanté à New York, pour financer le Transcontinental railroad américain.
Toujours aux États-Unis, à l'époque du Gilded Age, avant 1900, des investisseurs privés comme Jay Gould, parviennent à acquérir, fusionner, et réorganiser des entreprises ferroviaires et de télégraphie, établissant des holdings à caractère oligopolistique, en prenant le contrôle par exemple de Western Union, de Erie Railroad, de Union Pacific Railroad et de Missouri Pacific Railroad.
En 1901, J.P. Morgan & Co., par le biais de John Pierpont Morgan, associé à un groupe d'investisseurs privés, se portent acquéreur de Carnegie Steel Company pour 480 millions de dollars américains : c'est, historiquement, la première grosse acquisition de l'histoire du capital risque.
Après la crise financière amorcée en octobre 1929, et la votation du Glass-Steagall Act (1933), plus aucune transaction de cette nature n'a lieu aux États-Unis par le biais d'une banque d'affaires, aucune n'est plus autorisée à intervenir dans l'industrie. Elles se contentent, dans leur grande majorité, de conseiller en investissements, et ce, jusque dans les années 1980.
Cependant, durant ces mêmes années 1930, apparaissent des sociétés d'investissement détenues par des familles très fortunées, comme les Vanderbilt ou les Rockefeller. En 1938, Laurance S. Rockefeller contribue largement au développement financier de compagnies comme Eastern Air Lines et Douglas Aircraft.

### Vers la dérégulation des marchés financiers
Le capital risque comme on le connaît n'émerge réellement qu'après la Seconde Guerre mondiale, devenant progressivement une industrie du financement. Il a pu se développer grâce à l'accumulation du capital qui a lieu aux États-Unis après 1945,.
L'un des premiers acteurs semble avoir été le Français Georges Doriot, qui, ayant étudié à Harvard, fonde en 1946 avec trois autres partenaires dont Karl Compton, American Research and Development Corporation (ARDC), qui devient un intermédiaire investissant dans les années 1940 et 1950 dans de jeunes entreprises estimées prometteuses pour ses propres clients détenteurs de capitaux. L'un de ses succès est d'avoir accompagnée l'entrée en bourse de Digital Equipment Corporation en 1966, valorisée à plus de 2 millions de dollars. Les PME américaines sont protégées à partir de 1953 grâce à la votation du Small Business Act et la création de la Small Business Administration, qui, en 1958, permet à de petites entreprises en capital risque d'intervenir sur ce secteur.
Le premier achat à effet de levier (LBO) semble avoir eu lieu entre janvier et mai 1955, durant l'opération d'acquisition par McLean Industries, Inc., de la Pan-Atlantic Steamship Company, avec l'aide de la Waterman Steamship Corporation. Aux termes de cette transaction, McLean empruntait dans un premier temps 42 millions de dollars et levait 7 millions supplémentaires par le biais d'une émission obligataire, puis, dans un second temps, après acceptation du contrat, Waterman injectait 20 millions sous la forme de liquidités et d'actifs pour éponger un montant équivalent au titre de la dette initiale, ramenant celle-ci à 27 millions.
Fin des années 1960, quelques pionniers américains émergent. Warburg Pincus se constitue en 1966-1967, et décide d'investir dans un plus large éventail de compagnies, et non plus seulement dans des jeunes entreprises. Ayant fait ses armes dans une petite société de conseils en investissements, puis évoluant au service de la First Manhattan (en), Alan Patricof, fonde à New York, en 1969, une première société spécialisée dans le capital risque, et qui deviendra Apax Partners en 1977.
L'activité a connu une forte période de croissance au cours des années 1990 aux États-Unis, grâce au succès de la bourse de croissance, le Nasdaq américain, lorsqu'il a bénéficié de la préférence boursière pour les jeunes sociétés, qui a offert des capitalisations boursières sans équivalent dans l'histoire à de nombreux sites Internet (AOL, Amazon, Yahoo et EBay), mais aussi des nouvelles sociétés de biotechnologies (Amgen, Genentech, Decode Genetics, 23andMe, Genset, et Transgene). Il a ainsi financé pour 11,8 milliards de dollars, soit 44 % de plus que le record atteint en 1995, la moitié des 692 introductions en bourse réalisées aux États-Unis en 1996. L'éclatement en mars 2000 de la bulle Internet met un frein à cette période de croissance.

### Depuis 2000
Le volume des fonds levés par les firmes de capital risque repart sensiblement à la hausse en 2004-2005 : durant cet exercice, les sommes mobilisées par les firmes de capital risque atteignent environ 20,9 milliards de dollars, dont quelques centaines de millions dans le cadre des phases de financements initiaux (capital d'amorçage et de démarrage).
Au quatrième trimestre 2021, le volume global d'investissement était de l'ordre de 175 milliards de dollars (pour un volume cumulé annuel de plus de 700 milliards). Au trimestre suivant, une première baisse est observée, mettant un terme à une décennie de croissance continue. Sur l'ensemble de l'année 2022, le volume tend à se contracter sensiblement, pour tomber à 580 milliards d'investissements cumulés. Au premier trimestre 2023, la baisse est de l'ordre de 53 % par rapport au premier trimestre 2022.

## Chronologie par pays

### Amérique du Nord

#### Canada
Le venture capital se développe au Canada dans les années qui suivent son émergence aux États-Unis.

#### États-Unis
Les États-Unis aspirent une part importante des investissements mondiaux dans le capital-risque. Aux États-Unis, ce sont près de 60 milliards de dollars qui ont été investis en 2015 dans plus de 5 000 sociétés.

### Asie

#### Chine
La Chine obtient son premier VC en 1985. Créé par l'État, il est à l'époque entièrement public, et vise à reproduire les succès américains dans le domaine de l'investissement.

#### Japon
Le Japon s'est inspiré des pratiques américaines pour développer son secteur de capital-risque. Le venture capital japonais est marqué par un caractère long-termiste. Des années 1970 aux années 1980, le secteur du venture capital a cru au Japon, passant d'environ 60 à environ 90 firmes. La majorité était spécialisée dans le secteur bancaire et financier. Le secteur du VC japonais a été stimulé par l'accumulation de liquidités au Japon.
Toutefois, dans les années 2000, l'investissement net par VC n'est équivalent qu'à un dixième de l'équivalent américain.

### Europe
Les investissements du capital risque en Europe ont fortement augmenté à la fin des années 2010. En 2021, plus de 120 milliards de dollars ont été investis par des firmes de venture capital.

#### France
En France, après un pic en 2008, suivi d'un creux en 2012, l'activité est à la hausse avec 758 millions d'euros investis dans 499 sociétés en 2015. En 2014, un rapport de l'OCDE remarquait que la France avait un secteur de venture capital moins développé que les grands pays riches. Les capitaux investis augmentent toutefois à la fin des années 2010, comme dans le reste de l'Europe.